# Stanislav Pavlovschi
Stanislav Pavlovschi (24 de enero de 1955) es un abogado y político de la República de Moldavia, uno de los fundadores del Partido Plataforma de la Dignidad y la Verdad, un participante activo en la vida social y política de la República de Moldavia, que aboga por la protección de los derechos humanos y la adhesión de Moldavia al estado de derecho en Moldavia.

## Educación
De 1962 a 1972 estudió en la escuela Florești. En 1976 se matriculó en el Instituto de Derecho de Járkov, Ucrania, actualmente la Universidad Nacional de Derecho de Ucrania, donde se graduó en 1980 y recibió la distinción al mérito.

## Actividad profesional
Entre 1980 y 1985 se desempeñó como investigador principal en la fiscalía del distrito de Criuleni. De 1985 a 2001 se desempeñó como investigador de casos excepcionales, investigador superior de casos excepcionales, subjefe del departamento de investigación de casos excepcionales y posteriormente subjefe de la Fiscalía Penal de la Fiscalía General.
De 1996 a 2001, fue miembro del Grupo Multidisciplinario Anticorrupción, establecido por el Consejo de Europa, donde participó en la elaboración de los Convenios Civil y Penal contra la corrupción.
En 2001-2008 se desempeñó como juez en el Tribunal Europeo de Derechos Humanos.
Desde 2008 es abogado del Sindicato de Abogados de Moldavia. Trabaja en la Oficina de Derecho Asociado «Corect», Chisináu, República de Moldavia. Ha participado en varios proyectos de la UE sobre la reforma del sector judicial en Macedonia, Georgia, Azerbaiyán, etc.
El 8 de junio de 2019 fue nombrado Ministro de Justicia dentro del Gabinete de Sandu, pero renunció al cargo el 23 de junio de 2019. Stanislav Pavlovschi mencionó que «Cuando estaba trabajando en el Plan de Acción en el campo de la Justicia, identifiqué varias incompatibilidades personales que, lamentablemente, de acuerdo con la Constitución de la República de Moldavia, imposibilitan mi actividad como miembro del Gobierno. . . Sigo comprometido con los valores democráticos y europeístas, promovidos por la Plataforma Dignidad y Verdad y seguiré impulsándolos en el cargo de vicepresidente de la Plataforma Partidos Políticos Dignidad y Verdad».
El 16 de septiembre de 2019, Stanislav Pavlovschi renunció al cargo de vicepresidente del Partido Político «Plataforma de la Dignidad y la Verdad» y anunció su retiro de la política.

## Premios
Posee el título honorífico «Om Emerit».